# Pontifikalkollegiet
Pontifikalkollegiet (latin: Collegium Pontificum) var en gammel romersk institution, hvis vigtigste opgave var at sørge for at opretholde pax deorum ("gudernes fred"), altså at sørge for, at menneskenes forhold til guderne var tilfredsstillende og at Pax deorum var opretholdt. Derfor skulle medlemmerne, som alle var højtrangerende præster i den romerske statskult, overvåge, om alle forskrifter for interaktionen med det guddommelige, ius divinum, blev fulgt; herudover var de ansvarlige for kalenderen, så befolkningen undgik at udføre tabubelagte handlinger på dage, hvor det kunne fornærme guderne. Kollegiet havde ikke i sig selv en religiøs funktion, men fungerede i stedet som rådgivere. Det bestod af femten menige medlemmer, som alle besad et præsteembede, og kollegiet anførtes af Pontifex maximus.
Pontifex betyder på latin brobygger (af pons "bro" og facere "at gøre, lave"), men grunden til, at det kom til at betegne en præst, er i dag usikker; måske har præsten oprindeligt været ansvarlig for byggeriet af broer over Tiberen, måske skal navnet forstås metaforisk som brobygger mellem mennesker og guder. Betegnelsen bruges fortsat om biskopper især i den romersk-katolske kirke, og i lighed med de mange øvrige paralleller til romersk religion har den katolske kirke stadig et pontifikalkollegium.

## Historie
Senere kilder indikerer at pontifices oprindeligt var rådgivere for kongemagten, som var den øverste religiøse myndighed, en rolle der siden i republikken blev overtaget af dels pontifex maximus og dels rex sacrorum. Kollegiet fortsatte som rådgivere i religiøse spørgsmål, men nu for senatet. Nye medlemmer, som før 300 f.Kr. kun kunne være af patricisk slægt, blev udpeget for livstid af de øvrige medlemmer. I den tidlige republik blev pontifex maximus valgt internt i gruppen, hvilket dog blev ændret i 104 f.Kr. da kandidaterne kom på offentligt valg.
På de lister over medlemmer af kollegiet, som er bevaret, kan det ses at dets pladser i meget høj grad var besat at personer, der i øvrigt spillede en stor rolle i den romerske stat. Derfor kan vi slutte at kollegiet besad en betydelig magt, når de ledende politikere igennem hele perioden opretholdt kontrollen med det.
Pontifices havde ansvaret for at den romerske kalender blev vedligeholdt og at tidspunkterne for middag og aften dagligt blev annonceret. Hvilket gav en reel magtposition i et samfund som havde en streng adskillelse af de tidsrum som kunne bruges på verdslige formål og de som skulle bruges på hellige gøremål. Før pålidelige solure blev almindelige dannede observationer af solen fra Curia Hostilia grundlaget for romernes tidsmåling.
Som pontifex maximus iværksatte Julius Cæsar den kalenderreform, der blev kendt som den julianske kalender og som blev benyttet i Danmark indtil 1700. I 13 f.Kr. overtog kejser Augustus embedet fra Marcus Aemilius Lepidus og de senere kejsere gjorde det til en af kejserens titler, og hans regeringstid blev regnet fra den dag han modtog denne titel.
Da kristendommen blev statsreligion i Romerriget overtog de kristne biskopper de pligter og ansvarsområder de hedenske præster havde haft, herunder pontifikalkollegiet.

## Eksterne link
- Artiklen: Pontifex i Smith's Dictionary of Greek and Roman Antiquities
- Beskrivelse af traditionen om den apostolske succession indenfor katolicismen